# 신양초등학교 (충남)
신양초등학교는 대한민국 충청남도 예산군 신양면 신양리에 있는 공립 초등학교로, 1923년 개교하였다.

## 학교 연혁
| 1923년 | 4월 26일 | 신양공립보통학교(4년제) 개교             |
| 1927년 | 4월 1일  | 6년제로 개편                             |
| 1938년 | 4월 1일  | 신양공립심상소학교로 개칭                |
| 1941년 | 4월 1일  | 신양공립국민학교로 개칭                  |
| 1950년 | 6월 1일  | 신양국민학교로 개칭                      |
| 1951년 | 9월 1일  | 귀곡국민학교 분리                        |
| 1964년 | 3월 1일  | 만사국민학교 분리                        |
| 1969년 | 3월 1일  | 황계국민학교 분리                        |
| 1981년 | 3월 7일  | 병설유치원 개원                          |
| 1983년 | 3월 1일  | 특수학급(1학급) 신설                     |
| 1991년 | 3월 1일  | 황계분교장 관할                          |
| 1992년 | 3월 1일  | 만사국민학교 통폐합                      |
| 1996년 | 3월 1일  | 신양초등학교로 개칭                      |
| 1999년 | 3월 1일  | 귀곡분교장 통폐합                        |
| 2006년 | 3월 1일  | 황계분교장 통폐합                        |
| 2015년 | 2월 10일 | 제89회 졸업식(졸업생 총수 8,970명)       |
| 2015년 | 3월 1일  | 초등학교 6학급(특수학급1학급 포함 7학급) |
| 2015년 | 3월 1일  | 유치원 1학급 편성                        |

## 같이 보기
- 예산 일산 이수정 (충청남도 문화재자료 제382호)

## 참고 자료
- 신양초등학교 - 한국교육학술정보원 학교알리미